# Бралин (гмина)
Бралин (пол. Bralin) — сельская гмина (волость) в Польше, входит как административная единица в Кемпненский повет, Великопольское воеводство. Население — 5579 человек (на 2004 год).

## Сельские округа
1. Бралин
2. Хойенцин
3. Чермин
4. Дзялоше
5. Голя
6. Мниховице
7. Носале
8. Нова-Весь-Ксёнженца
9. Табор-Малы
10. Табор-Вельки
11. Вероникополе

## Соседние гмины
1. Гмина Баранув
2. Гмина Кемпно
3. Гмина Кобыля-Гура
4. Гмина Пежув
5. Гмина Рыхталь